# Jean-Joseph Tilman
Jean Joseph Tilman (Visé, 13 juli 1791 - Vottem, 28 augustus 1849) was een handelaar en liberaal politicus voor de unionistische partij. Hij was burgemeester van Luik van 1838 tot 1842, in opvolging van Louis Jamme. Hij werd opgevolgd door partijgenoot Ferdinand Piercot.
Tilman werd toegelaten als ridder in de Leopoldsorde.